# 圣乔治教堂 (开罗)

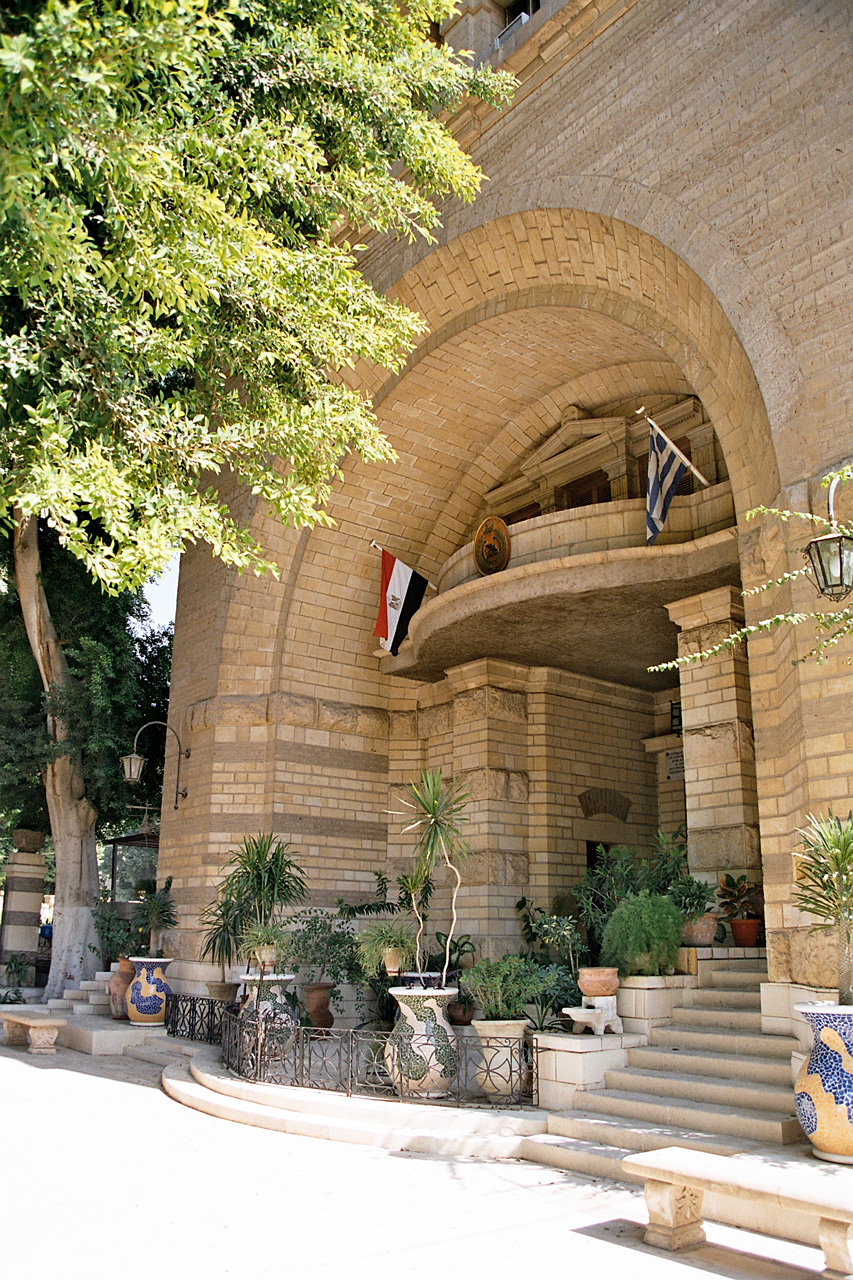
圣乔治修道院入口

圣乔治教堂是埃及首都开罗的一座希腊正教会教堂，位于科普特老城内，其历史可追溯到公元10世纪。目前的建筑为1904年火灾后重建。